# Saleux
Saleux – miejscowość i gmina we Francji, w regionie Hauts-de-France, w departamencie Somma.
Według danych na rok 1990 gminę zamieszkiwało 2488 osób, a gęstość zaludnienia wynosiła 310 osób/km² (wśród 2293 gmin Pikardii Saleux plasuje się na 98. miejscu pod względem liczby ludności, natomiast pod względem powierzchni na miejscu 603.).